# Colombina (prijs)
De Colombina  was een Nederlandse theaterprijs, die tussen 1964 en 2023 jaarlijks werd uitgereikt.

## Geschiedenis
De Colombina was een bronzen beeldje dat jaarlijks werd uitgereikt door een jury van de Nederlandse Vereniging van Schouwburg- en Concertgebouwdirecties voor de meest indrukwekkende vrouwelijke, ondersteunende acteursrol in het Nederlands theaterseizoen.
De Colombina werd voor het eerst uitgereikt in 1964. Het beeldje was sinds 2005 een ontwerp van Eric Claus. Eerdere ontwerpers waren Nic Jonk, en Pépé Grégoire. De prijs was vernoemd naar het dienstmeisje Colombina, een personage uit de commedia dell'arte.
Het was de pendant van de Arlecchino, de jaarlijkse prijs voor beste Nederlandse acteur in een bijrol.
Sinds 2024 wordt de Colombina niet meer uitgereikt. Net als de Louis d’Or en de Arlecchino is de prijs opgegaan in de vernieuwde, genderneutrale Theo d'Or. De vernieuwde Theo d’Or wordt uitgereikt in drie categorieën; de meest indrukwekkende dragende rol, de bijdragende rol en meest grensverleggende podiumprestatie.

## Gelauwerden
- 1964: Enny Meunier
- 1965: Elisabeth Andersen
- 1966: Loudi Nijhoff
- 1967: Anne Wil Blankers
- 1968: Marja Habraken
- 1969: Kitty Janssen
- 1970: Petra Laseur
- 1971: Ann Hasekamp
- 1972: Elisabeth Andersen
- 1973: Çanci Geraedts
- 1974: Sjoukje Hooymaayer
- 1975: Josée Ruiter
- 1976: Ellen Vogel
- 1977: Henny Orri
- 1978: Bea Meulman
- 1979: Pauline van Rhenen
- 1980: Kitty Courbois
- 1981: Trins Snijders
- 1982: Nettie Blanken
- 1983: Do van Stek
- 1984: Marijke Beversluis
- 1985: Catherine ten Bruggencate
- 1986: Marlies Heuer
- 1987: Anita Menist
- 1988: Els Ingeborg Smits
- 1989: Els Dottermans
- 1990: Yvonne van den Hurk
- 1991: Trudy de Jong
- 1992: Elja Pelgrom
- 1993: Anneke Blok
- 1994: Marisa van Eyle
- 1995: Catherine ten Bruggencate
- 1996: Karlijn Sileghem
- 1997: Roos Ouwehand
- 1998: Halina Reijn
- 1999: Sien Eggers
- 2000: Tamar van den Dop
- 2001: Margôt Ros
- 2002: Tjitske Reidinga
- 2003: Carice van Houten
- 2004: Gilda De Bal
- 2005: Celia Nufaar
- 2006: Lineke Rijxman
- 2007: Fania Sorel
- 2008: Janni Goslinga
- 2009: Wine Dierickx
- 2010: Nanette Edens
- 2011: Lies Pauwels[3]
- 2012: Frieda Pittoors[4]
- 2013: Astrid van Eck
- 2014: Kirsten Mulder
- 2015: Antoinette Jelgersma[5]
- 2016: Ilke Paddenburg
- 2017: Lotte Dunselman[6]
- 2018: Maureen Teeuwen
- 2019: Rosa van Leeuwen

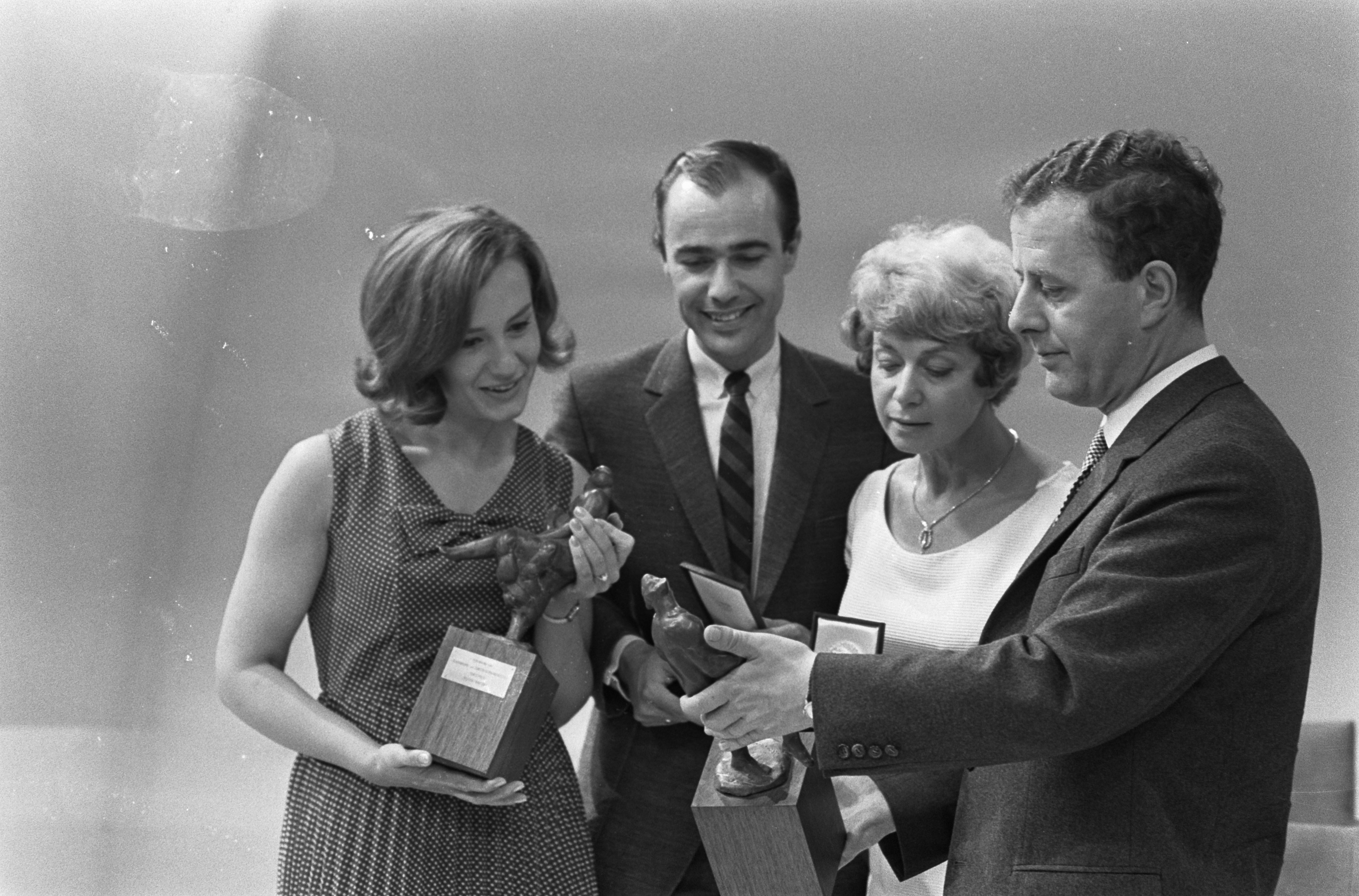
Colombina 1967: Anne Wil Blankers (links)

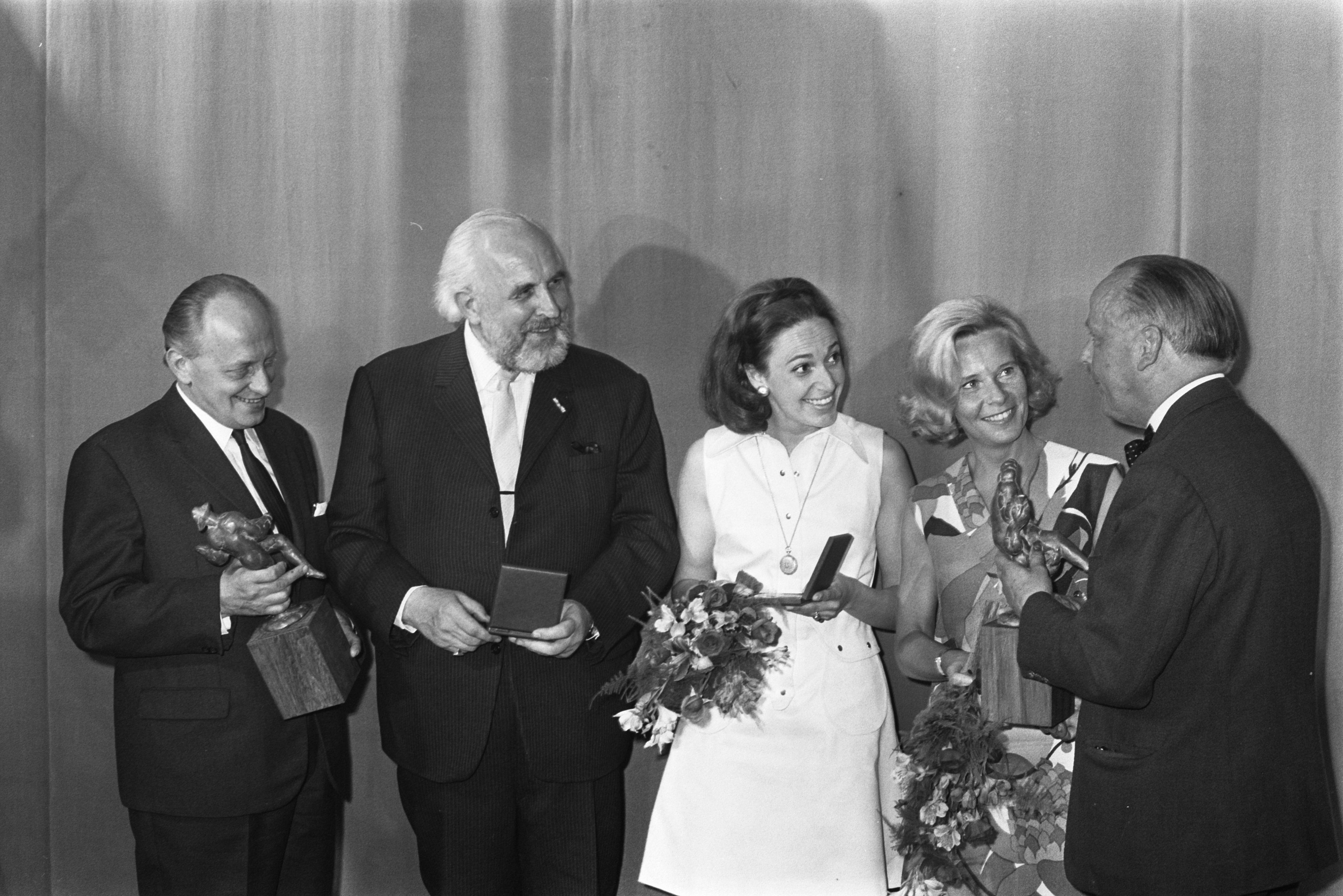
Colombina 1969: Kitty Janssen (rechts)

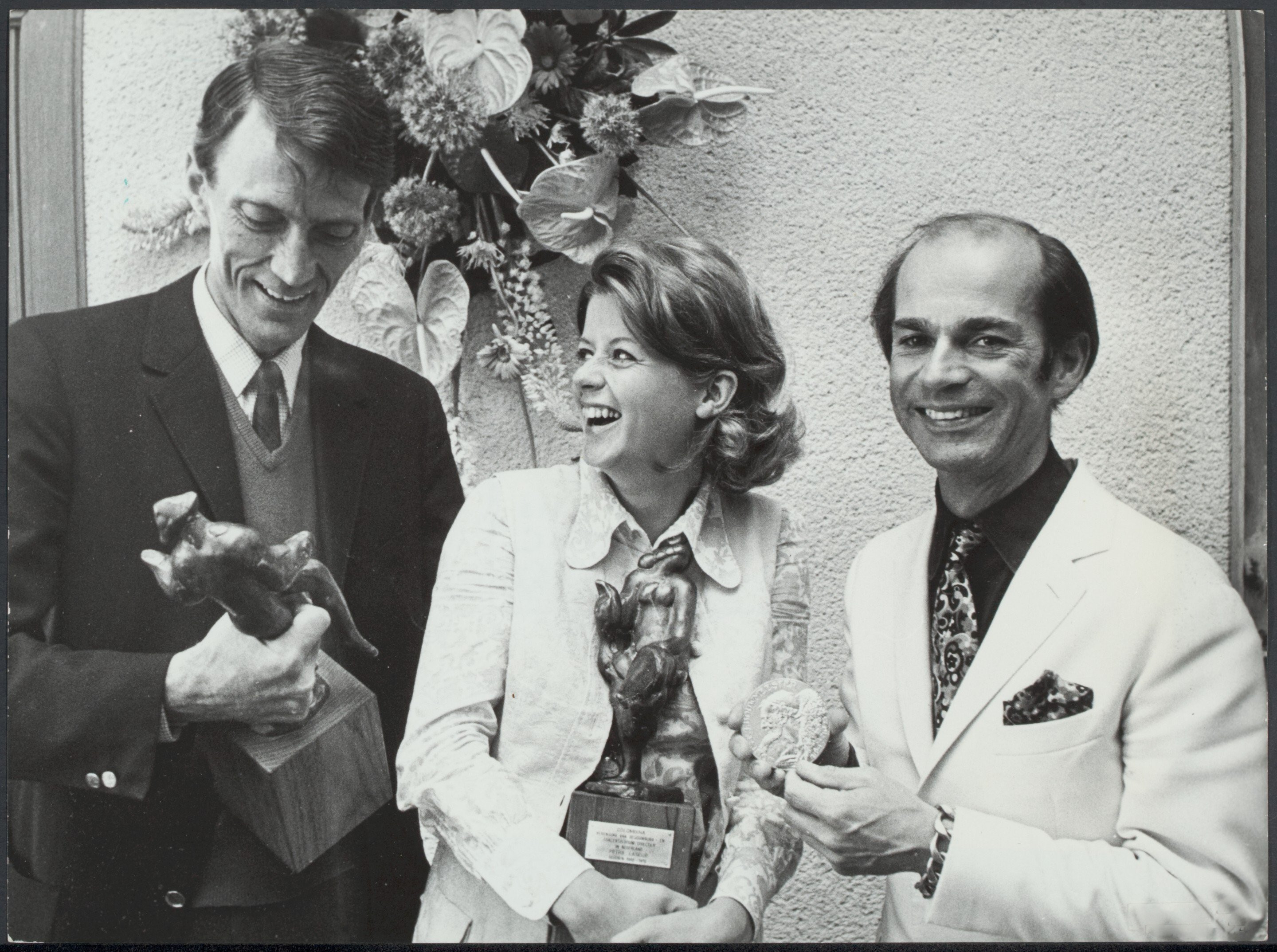
Colombina 1970: Petra Laseur

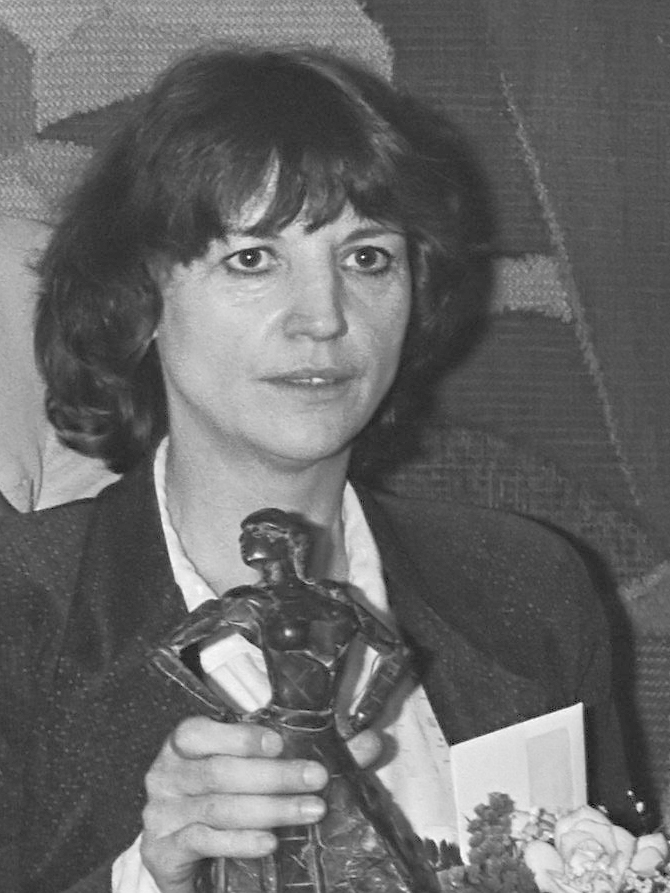
Colombina 1980: Kitty Courbois

- 2020: niet uitgereikt ivm COVID19 - wel jurynominaties
- 2021: Sanne Samina Hanssen
- 2022: Helen Kamperveen
- 2023: Urmie Plein

Aletta Jacobsprijs · Aletta van Nu Prijs · Anna Bijns Prijs · Colombina · Corrie Hermannprijs · Courbois-parel · Els Borst Netwerk Inspiratieprijs · Femme van het Jaar · Harriët Freezerring · Helena Rubinsteinprijs · Hilda van Suylenburg prijs · Johanna W.A. Naberprijs · Joke Smit-prijs · Kartiniprijs · Liesbeth van Dorsser Keusprijs · Liese Prokop-vrouwenprijs · Maria Tesselschadeprijs · Marie-Popelinprijs · Opzij Literatuurprijs · Opzij Top 100 -  Pieternel Rolprijs · Theo d'Or · Theo Mann-Bouwmeesterring · Theodora Niemeijer Prijs · Topvrouw van het jaar - De Triomf · Victorine Heftingprijs · Vrouw in de Media Award · Wilhelmina Druckerprijs · Women's Prize for Fiction · Zakenvrouw van het jaar · Zonta Award